# Born to Touch Your Feelings: The Best of Rock Ballads
Albums de Scorpions
Return to Forever
(2015) Rock Believer
(2022)
Born to Touch Your Feelings: Best of Rock Ballads est une compilation du groupe de hard rock allemand Scorpions. Elle comprend les ballades les plus populaires des Scorpions, avec une nouvelle version studio acoustique de « Send Me an Angel », une nouvelle version studio complète de « Follow Your Heart » et deux nouveaux titres, « Melrose Avenue » et « Always Be with You », spécialement écrits pour cette compilation.
Le 10 novembre 2017, « Follow Your Heart » (nouvelle version 2017) est sorti en tant que premier single de la compilation. Le 15 novembre 2017, le clip-video de cette dernière est également sortie. L'album est sorti dans le monde entier le 24 novembre 2017 sur CD, double heavy gatefold LP, en téléchargement numérique et il est également disponible en streaming.

## Arrière-plan et concept
Le label Sony Music a contacté Scorpions pour leur proposer une compilation de leurs ballades les plus populaires. Ils ont également suggéré au groupe d'enregistrer quelques nouvelles chansons qui seraient incluses avec toutes ces ballades. Le groupe est entré en studio pour trouver de nouvelles idées. Ils ont écrit et enregistré « Melrose Avenue » et « Always Be with You ». « Melrose Avenue » est le dernier titre composé par Matthias Jabs. Son titre, inspiré de l'une des bandes dessinées les plus populaires de Los Angeles, évoque le charme de la vie en Californie. « Always Be with You » est une toute nouvelle chanson écrite par Rudolf Schenker. Écrite peu après la naissance de son plus jeune fils, c'est une déclaration d'amour et une histoire de changement. Avant une interview pour Sirius XM Satellite Radio le 12 septembre 2017, le groupe a terminé les sessions d'enregistrement et les premiers mixages des chansons,.
Le 22 octobre 2017, le groupe a annoncé le titre et la liste des titres de sa compilation. L'album est une compilation de 17 ballades. Il comprend des versions MTV Unplugged des chansons « Born to Touch Your Feelings » et « When You Came into My Life », toutes deux précédemment publiées sur le disque bonus « Studio Edits » de la tournée MTV Unplugged : Live in Athens Tour Edition. Il inclut également les versions 2011 des chansons « Wind of Change » et « Still Loving You », parues sur Comeblack en 2011, ainsi que les versions remasterisées de 2015 des chansons « Always Somewhere », « Holiday », « When the Smoke Is Going Down » et « Lady Starlight ». Il inclut également « Lonely Nights » de l'album Face the Heat sorti en 1993, « Gypsy Life » de l'album Return to Forever en 2015 et « The Best Is Yet to Come » de l'album Sting in the Tail en 2010. Il comprend également une version radio de « Eye of the Storm », disponible uniquement en single numérique, et une version single de « House of Cards ». Il inclut également une toute nouvelle version acoustique de « Send Me an Angel », une version complète de « Follow Your Heart » (précédemment interprétée et chantée par Klaus Meine seul lors de l'émission MTV Unplugged), ainsi que deux ballades inédites : « Melrose Avenue » et « Always Be with You ».

## Liste des titres
| 1.    | Born to Touch Your Feelings (version studio de MTV Unplugged : Live In Athens, 2014) | Taken by Force (1977)                 | 4:02 |
| 2.    | Still Loving You (version Comeblack, 2011)                                           | Love at First Sting (1984)            | 6:43 |
| 3.    | Wind of Change (version Comeblack, 2011)                                             | Crazy World (1990)                    | 5:08 |
| 4.    | Always Somewhere                                                                     | Lovedrive (1979)                      | 4:54 |
| 5.    | Send Me an Angel (version acoustique de 2017)                                        | Crazy World (1990)                    | 4:19 |
| 6.    | Holiday                                                                              | Lovedrive (1979)                      | 6:31 |
| 7.    | Eye of the Storm (version radio du single)                                           | Return to Forever (2015)              | 3:22 |
| 8.    | When the Smoke Is Going Down                                                         | Blackout (1982)                       | 3:51 |
| 9.    | Lonely Nights                                                                        | Face the Heat (1993)                  | 4:49 |
| 10.   | Gypsy Life                                                                           | Return to Forever (2015)              | 4:52 |
| 11.   | House of Cards (version single '7')                                                  | Return to Forever (2015)              | 4:28 |
| 12.   | The Best Is Yet to Come                                                              | Sting in the Tail (2010)              | 4:32 |
| 13.   | When You Came into My Life (version studio de MTV Unplugged : Live In Athens, 2014)  | Pure Instinct (1995)                  | 3:32 |
| 14.   | Lady Starlight                                                                       | Animal Magnetism                      | 6:16 |
| 15.   | Follow Your Heart (nouvelle version de 2017)                                         | MTV Unplugged : Live In Athens (2013) | 4:05 |
| 16.   | Melrose Avenue (titre inédit)                                                        | -                                     | 3:32 |
| 17.   | Always Be with You (titre inédit)                                                    | -                                     | 3:29 |
| 78:25 |                                                                                      |                                       |      |